# Olimpiai zászló
A legismertebb sportzászló az olimpiai játékok lobogója, amelyet 1913-ban tervezett Pierre de Coubertin báró, a modern olimpiai eszme elindítója. A zászlón fehér alapon az olimpiai jelkép, az egymásba fonódó öt karika látható. 
Nyilvánosan először Párizsban vonták fel, a Nemzetközi Olimpiai Bizottság megalakulásának huszadik évfordulóján. Először az 1920-as olimpián használták Antwerpenben. 
A megnyitó ceremónián felvonják a nagyméretű lobogót, amely a játékok végéig a helyén marad. Az atléták az olimpiai zászló sarkát fogva teszik le esküjüket, és a nyitó- és záróünnepségen különféle zászlók kapnak szerepet.

## A zászló színei
Pierre de Coubertin a zászlót így mutatta be: „Az olimpiai zászló […] fehér háttér öt összefonódó karikával a közepén: kék, sárga, fekete, zöld és piros […] Ez az ábrázolás szimbolikus; Az öt kontinenst jelképezi, akiket az olimpiai eszme egyesített, amíg a hat szín azokból áll össze, melyek minden nemzeti zászlón megjelennek jelen korunkban.” (1913) Textes choisis II, p.470.
Az Olimpiai Bizottság állásfoglalása szerint a földrészek és a karikák nincsenek egymáshoz egyenként hozzárendelve. Az öt karika együttesen képviseli azt az öt földrészt, amelyik részt vesz a játékokon. Észak- és Dél-Amerikát egybeszámítják, míg Eurázsiát Európára és Ázsiára bontva; Antarktisz pedig nincs köztük. (A hivatalos kézikönyv egy darabig a kék karikát Európához, a sárgát Ázsiához, a feketét Afrikához, a zöldet Ausztráliához és a pirosat pedig az amerikai kontinenshez rendelte, de mivel nem találták kellően megalapozottnak, hogy ez a hozzárendelés Pierre de Coubertin báró eredeti elgondolásának felel meg, 1951-ben elvetették.)